# Raveniola jundai
Espèce
Raveniola jundai est une espèce d'araignées mygalomorphes de la famille des Nemesiidae.

## Distribution
Cette espèce est endémique du Guangxi en Chine,. Elle se rencontre dans le district de Liujiang dans une grotte.

## Description
La femelle holotype mesure 12,85 mm, la carapace mesure 5,75 mm de long sur 5,18 mm et l'abdomen 6,76 mm de long sur 3,19 mm. Cette araignée est anophtalme.

## Systématique et taxinomie
Cette espèce a été décrite par Lin et Li en 2022.

## Étymologie
Cette espèce est nommée en l'honneur de Jun-da Zhao.

## Publication originale
- Lin & Li, 2022 : « A new troglobiontic species of the genus Raveniola from Liuzhou, China (Araneae: Nemesiidae). » Acta Arachnologica Sinica, vol. 31, no 2, p. 104-108.